# John Franklin Enders
John Franklin Enders (West Hartford, 10 febbraio 1897 – Waterford, 8 settembre 1985) è stato un biologo, batteriologo, virologo e immunologo statunitense, vincitore di premio Nobel per la medicina.

## Biografia
Nato a West Hartford, Connecticut, da John Ostrom Enders, un banchiere di Hartford, e Harriet Goulden Enders (nata Whitmore), frequentò la Noah Webster School di Hartford e St. Paul School di Concord, New Hampshire. Frequentò poi la Yale University per un breve tempo prima di entrare nell'aeronautica statunitense nel 1918.
Dopo il ritorno dalla guerra si diplomò a Yale, dove egli era un socio di "Scroll and Key", e divenne un uomo d'affari immobiliare nel 1922. Tentò numerose carriere prima di scegliere di lavorare nel campo della biologia, studiando le malattie infettive, ottenendo un Ph.D. a Harvard nel 1930.
Nel 1954, mentre lavorava all'ospedale pediatrico di Boston, Enders, Thomas Huckle Weller e Frederick Chapman Robbins vinsero il premio Nobel in Medicina "per la scoperta della capacità dei virus della poliomielite di crescere in colture di vari tipi di tessuti"
Morì nel 1985 a Waterford, Connecticut all'età di 88 anni.

## Onorificenze
- 1946: Membro dell'American Academy of Arts and Sciences[1]
- 1954: Premio Nobel per la medicina (insieme a Frederick Chapman Robbins e Thomas Huckle Weller)
- 1955: Premio Kyle per il Servizio Sanitario Nazionale USA
- 1962: Premio Robert Koch

- 1963: Premio per i risultati scientifici dell'American Medical Association
- 1967: Membro straniero della Royal Society of London